# Monostori kertek

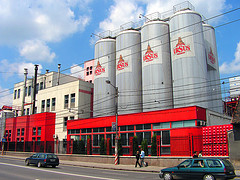
A kolozsvári Ursus sörgyár

Monostori kertek (románul Grădinile Mănăștur) Kolozsvár egyik lakóövezete, amely a város délnyugati részén található. Keletről a Belváros, északról a Kis-Szamos és a Donátnegyed, nyugatról Kolozsmonostor, délről pedig a Hajnalnegyed határolja.
1895-ig Kolozsvár külvárosa, amely határos volt Kolozsmonostorral és területén családi kertes házak voltak, illetve külvárosi kertek. 
A városrész főleg a 19. században épült ki, a Monostori út mentén. Itt létesült 1869-ben a Kolozsvári Agrártudományi és Állatorvosi Egyetem, majd több iskola épülete. 1878-ban sörgyár létesült, melyet 1910 körül átvett a Czell Frigyes és fiai cég; később Ursus sörgyárként ismerték. 1914-ben felépült Kós Károly kakasos temploma. 1970-80-as években bentlakásokat is építettek, illetve a városrész szélén lakótelepet hoztak létre.

## Látnivalók
- Kolozsmonostori temető
- Kolozsvári sörgyár
- Kakasos templom
- Kolozsvári Agrártudományi és Állatorvosi Egyetem